# The Warriors Gate
The Warriors Gate (OT: chinesisch 勇士之門) ist ein französisch-chinesischer Fantasyfilm von Regisseur Matthias Hoene aus dem Jahr 2016. Das Drehbuch wurde von Luc Besson und Robert Mark Kamen geschrieben. Der Film enthält Elemente aus dem Martial-Arts-Genre.

## Handlung
Der jugendliche Jack ist im wahren Leben ein ziemlicher Loser. Er wird in der Schule und in der Nachbarschaft von einer Schlägerbande tyrannisiert. Doch in seiner Computerspielewelt ist er als der „Black Knight“ der große Held in einem World-of-Warcraft-ähnlichen Rollenspiel. Seine arme Mutter hat Geldsorgen, deshalb hilft Jack in einem Antiquitätenladen aus. Der chinesischstämmige Besitzer ist gut mit ihm befreundet und überlässt ihm einen mannsgroßen Krug, den er mit nach Hause nimmt.
Des Nachts erscheint ein kaiserlicher Leibwächter, der sich als Zhoo vorstellt und überlässt ihm gegen seinen Willen die jugendliche Prinzessin Su Lin, die in ihrer Welt verfolgt wird. Jack soll sie vor dem bösen Arun beschützen, der sie ehelichen und das ganze Königreich versklaven will. Irgendwie schafft es Jack trotz bizarrer Begegnungen die Prinzessin für kurze Zeit zu beschützen. Die beiden kommen sich näher, doch die Riten ihres Heimatlandes verbieten es Jack sie zu berühren.
Nachdem immer mehr Angreifer dem Krug entsteigen, versagt Jack schließlich und die Prinzessin wird entführt. Mit Hilfe eines mysteriösen Zauberers gelangt er nun in die Fantasywelt, die etwas an seine virtuelle Rollenspielwelt erinnert. Dort soll er Zhoo unterstützen, die Kaiserin zu retten. Doch Jack ist immer noch Jack und nicht der „Black Knight“ auf den das Königreich gewartet hat.
Zhoo und Jack ziehen als Zweckgemeinschaft los. Dabei retten sie sich mehrfach gegenseitig das Leben. Schließlich nimmt Zhoo sich Jack an und führt ihn in die Geheimnisse des Martial Arts ein. Im Gegenzug bringt Jack ihm das Schwimmen bei. Gar nicht ungeschickt stellen sich die beiden nun einer Übermacht an Feinden entgegen, um die bevorstehende Hochzeit zu verhindern. Schließlich werden sie dennoch gefangen genommen.
Mit Hilfe des Zauberers gelingt ihnen die Flucht und sie können die Hochzeit verhindern. Jack kann die Prinzessin retten und auf einer Waldlichtung kommt es zwischen ihm und Arun zum Showdown, den Jack mit letzter Kraft gewinnen kann.
Im Anschluss wird Su Lin zur Kaiserin gekrönt. Da Jack dabei erwischt wird, wie er sie küsst, muss er aus der Welt fliehen und landet wieder in seiner eigenen Realität. Dort gelingt es ihm, seine früheren Peiniger zu besiegen. Mit seinen Programmierkenntnissen kann er außerdem seine Mutter aus ihrer finanziellen Klemme befreien: er programmiert ein Fantasy-Rollenspiel nach den Motiven seiner abenteuerlichen Geschichte. Etwas später kommt auch Su Lin zu Besuch, die die Regeln etwas gelockert hat und nun Urlaub in Jacks Welt macht.
In der Schlussszene legt Su Lin Jack den Kopf auf die Schulter, während sie Händchen halten und jeweils ein Eis essen.

## Hintergrund
The Warriors Gate ist eine chinesisch-französische Koproduktion und wurde von EuropaCorp (Luc Besson) und Fundamental Films (China) produziert. Sie markiert den Beginn einer auf drei Filme ausgelegten Zusammenarbeit zwischen den beiden Produktionsgesellschaften und hatte ein Budget von 300 Millionen Renminbi (CN¥), also etwa 38 Millionen Euro.
Der Film wurde in China und Kanada gedreht.

## Kritiken
The Warriors Gate richtet sich vornehmlich an ein jüngeres Publikum. Elizabeth Kerr verfasste für den Hollywood Reporter ein eher zwiespältiges Review, das auf die vielen Fehler und Klischees hinwies. Kerr hob die Darstellung des Wrestlers und Martial-Art-Stars Dave Bautista hervor, der wirke als würde er in einem anderen, besseren Film mitspielen. Vom technischen her sei der Film Durchschnitt. Sie vermisse die Originalität von Hoenes Cockneys vs. Zombies, der bei diesem Film leider auf Nummer sicher ginge.
James Marsh verglich den Film in seiner Rezension für die South China Morning Post mit Starfight, von dem er die Story borge. Er fand den Film wenig zeitgemäß, er würde eher wie ein Relikt aus einer anderen Ära wirken. Vor allem störte ihn, dass es wieder mal ein „weißer Held“ sei, der in der Geschichte die Hauptrolle spielte. Davon abgesehen fand er den Film aber energiegeladen und unterhaltsam.